# سیلویا مورگان
سیلویا مورگان (انگلیسی: Silvia Morgan؛ ۲ اکتبر ۱۹۲۳ – ۲ نوامبر ۲۰۰۹) هنرپیشه اهل اسپانیا بود.
ازجمله فیلم‌هایی که وی در آن به ایفای نقش پرداخته می‌توان به وقتی فرشتگان می‌خوابند، دو رقیب و تجارت منع‌شده اشاره کرد.